# حاجی‌آباد (بخش مرکزی بهاباد)
حاجی‌آباد یک روستا در ایران است که در شهرستان بهاباد استان یزد واقع شده‌است. حاجی آباد ۱۹ نفر جمعیت دارد.